# نیروهای مسلح فیلیپین
نیروهای مسلح فیلیپین (فیلیپینی: Sandatahang Lakas ng Pilipinas) مجموعه نیروهای نظامی کشور فیلیپین است، که از ارتش فیلیپین، نیروی دریایی فیلیپین و نیروی هوایی فیلیپین تشکیل می‌شود.